# La Manzanilla de la Paz
La Manzanilla de la Paz es una localidad mexicana, cabecera del municipio homónimo, ubicada en el estado de Jalisco, dentro de la región Sureste.

## Geografía

### Localización
La localidad de La Manzanilla de la Paz se ubica dentro del municipio homónimo, al oeste del mismo, en el límite con el municipio de Concepción de Buenos Aires.

### Clima
El clima predominante en La Manzanilla de la Paz es el templado subhúmedo con lluvias en verano. Tiene una temperatura media anual de 16.1 °C y una precipitación media anual de 957.7 milímetros.
| Parámetros climáticos promedio de La Manzanilla de la Paz | Parámetros climáticos promedio de La Manzanilla de la Paz | Parámetros climáticos promedio de La Manzanilla de la Paz | Parámetros climáticos promedio de La Manzanilla de la Paz | Parámetros climáticos promedio de La Manzanilla de la Paz | Parámetros climáticos promedio de La Manzanilla de la Paz | Parámetros climáticos promedio de La Manzanilla de la Paz | Parámetros climáticos promedio de La Manzanilla de la Paz | Parámetros climáticos promedio de La Manzanilla de la Paz | Parámetros climáticos promedio de La Manzanilla de la Paz | Parámetros climáticos promedio de La Manzanilla de la Paz | Parámetros climáticos promedio de La Manzanilla de la Paz | Parámetros climáticos promedio de La Manzanilla de la Paz | Parámetros climáticos promedio de La Manzanilla de la Paz |
| Mes                                                       | Ene.                                                      | Feb.                                                      | Mar.                                                      | Abr.                                                      | May.                                                      | Jun.                                                      | Jul.                                                      | Ago.                                                      | Sep.                                                      | Oct.                                                      | Nov.                                                      | Dic.                                                      | Anual                                                     |
| --------------------------------------------------------- | --------------------------------------------------------- | --------------------------------------------------------- | --------------------------------------------------------- | --------------------------------------------------------- | --------------------------------------------------------- | --------------------------------------------------------- | --------------------------------------------------------- | --------------------------------------------------------- | --------------------------------------------------------- | --------------------------------------------------------- | --------------------------------------------------------- | --------------------------------------------------------- | --------------------------------------------------------- |
| Temp. máx. abs. (°C)                                      | 27.5                                                      | 29.5                                                      | 31.5                                                      | 39.0                                                      | 42.5                                                      | 34.5                                                      | 31.0                                                      | 29.0                                                      | 28.5                                                      | 28.0                                                      | 29.0                                                      | 27.5                                                      | 42.5                                                      |
| Temp. máx. media (°C)                                     | 19.9                                                      | 22.3                                                      | 24.9                                                      | 26.7                                                      | 27.0                                                      | 24.4                                                      | 22.0                                                      | 22.1                                                      | 21.7                                                      | 21.7                                                      | 21.6                                                      | 20.6                                                      | 22.9                                                      |
| Temp. media (°C)                                          | 12.6                                                      | 14.2                                                      | 16.2                                                      | 18.1                                                      | 19.0                                                      | 18.4                                                      | 17.0                                                      | 17.0                                                      | 16.9                                                      | 15.9                                                      | 14.5                                                      | 13.2                                                      | 16.1                                                      |
| Temp. mín. media (°C)                                     | 5.2                                                       | 6.0                                                       | 7.5                                                       | 9.4                                                       | 11.1                                                      | 12.5                                                      | 12.1                                                      | 11.9                                                      | 12.2                                                      | 10.1                                                      | 7.4                                                       | 5.7                                                       | 9.3                                                       |
| Temp. mín. abs. (°C)                                      | -1.0                                                      | 0.0                                                       | 0.5                                                       | 2.0                                                       | 4.5                                                       | 3.0                                                       | 4.0                                                       | 6.0                                                       | 4.0                                                       | 1.5                                                       | -3.0                                                      | -0.5                                                      | -3.0                                                      |
| Precipitación total (mm)                                  | 28.7                                                      | 13.1                                                      | 9.7                                                       | 9.1                                                       | 38.6                                                      | 168.3                                                     | 221.6                                                     | 187.5                                                     | 158.2                                                     | 89.0                                                      | 21.8                                                      | 12.1                                                      | 957.7                                                     |
| Días de precipitaciones (≥ 1 mm)                          | 2.5                                                       | 1.1                                                       | 0.9                                                       | 1.0                                                       | 3.6                                                       | 13.2                                                      | 17.0                                                      | 15.6                                                      | 14.2                                                      | 7.3                                                       | 1.9                                                       | 1.3                                                       | 79.6                                                      |
| Fuente: Servicio Meteorológico Nacional                   |                                                           |                                                           |                                                           |                                                           |                                                           |                                                           |                                                           |                                                           |                                                           |                                                           |                                                           |                                                           |                                                           |

## Demografía
De acuerdo con el Censo de Población y Vivienda realizado en marzo de 2020 por el Instituto Nacional de Estadística y Geografía (INEGI), en La Manzanilla de la Paz había un total de 2728 habitantes, 1395 mujeres y 1333 hombres.

### Evolución demográfica
| Gráfica de evolución demográfica de La Manzanilla de la Paz entre 1900 y 2020 |
|                                                                               |
| Fuente: Instituto Nacional de Estadística y Geografía                         |